# Ши Чжиюн (1993)
Ши Чжиюн (кит. упр. 石智勇, пиньинь Shí Zhìyǒng; род. 10 октября 1993 года) — китайский тяжелоатлет, трёхкратный чемпион мира 2015, 2018 и 2019 годов. Олимпийский чемпион Рио-де-Жанейро, а также в Токио , где спортсмен установил новый мировой рекорд — поднял вес 166 кг, в толчке — 198 кг, в сумме — 364 кг. Предыдущий рекорд также принадлежит ему.

## Карьера
В 2012 году стал чемпионом Азии с результатом 144 кг + 180 кг = 324 кг.
На чемпионате мира 2015 года в Хьюстоне в рывке показал результат 158 кг (3-й результат), а в толчке 190 кг (лучший результат). Это позволило спортсмену с результатом 348 кг стать чемпионом мира.
В начале ноября 2018 года на чемпионате мира в Ашхабаде, китайский спортсмен, в весовой категории до 73 кг., завоевал золотую медаль мирового первенства, сумев взять общий вес 360 кг. И в рывке и в толчке китайскому спортсмену также не было равных. Установил три мировых рекорда в новой весовой категории до 73 кг.
В сентябре 2019 года на чемпионате мира в Паттайе, китайский спортсмен, в весовой категории до 73 кг, завоевал чемпионский титул в сумме двоеборье с результатом 363 кг. В упражнение рывок он завоевал малую золотую медаль (166 кг), в толкании штанги также был первым (197 кг).
В 2021 году на Олимпиаде в Токио Ши Чжиюн завоевал 1-е место - 364 кг - рекорд Мира (166кг + 198 кг) в категории до 73 кг.